# Tiếp địa

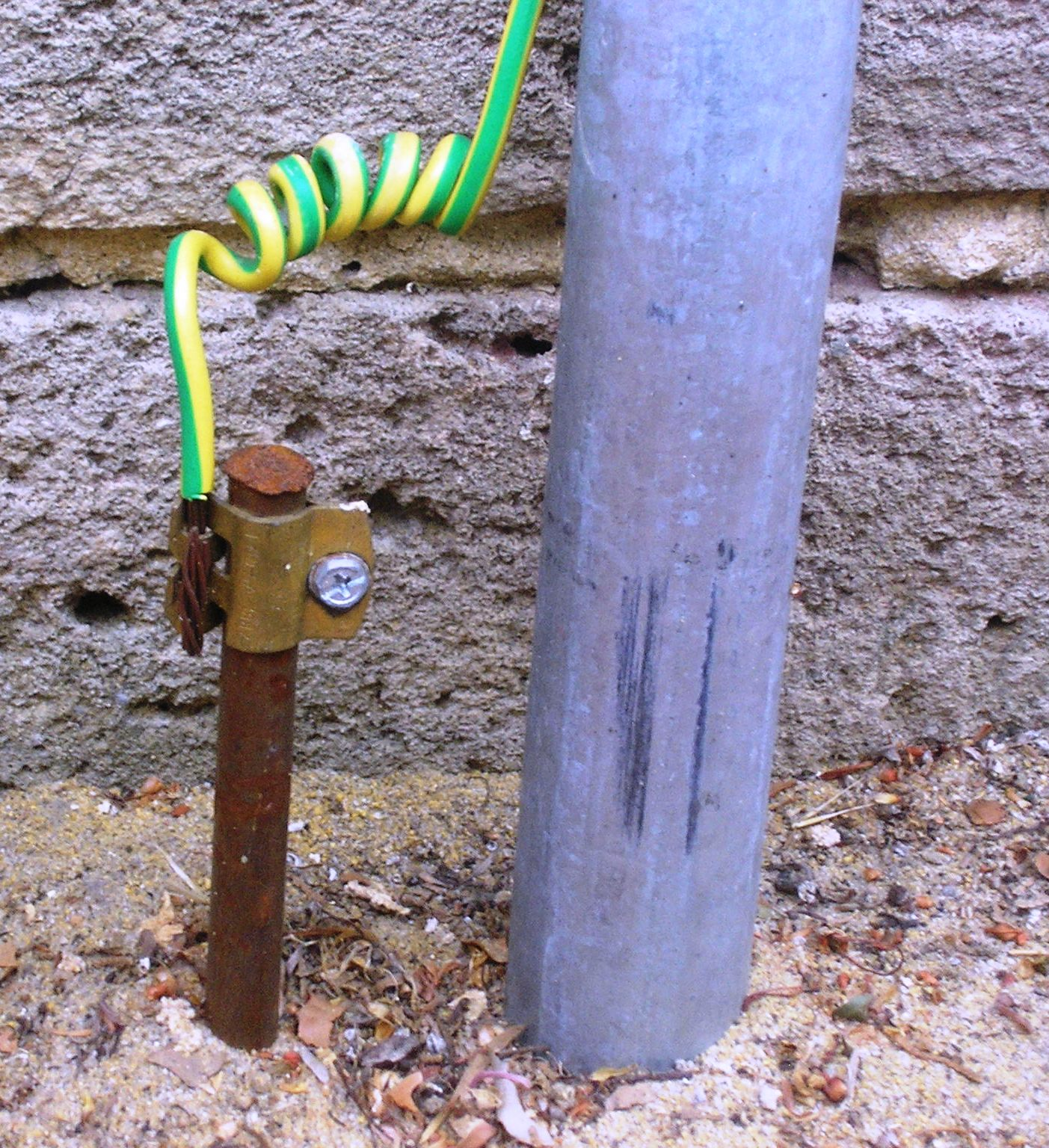
Một điện cực nối đất điển hình (bên trái của ống dẫn màu xám) tại một ngôi nhà ở Úc. Lưu ý màu xanh lá cây và màu vàng được đánh dấu là dây đất.

Tiếp địa hay còn gọi là tiếp đất, hoặc là nối đất. Đây là một phương pháp giải quyết vấn đề rò rỉ điện bên ngoài các thiết bị điện tử, nhất là các thiết bị có vỏ kim loại hay ở các khu vực gần vật liệu kim loại, dẫn điện.
Ở các nước châu Âu, châu Mỹ, hệ thống lưới điện có đầy đủ cả dây tiếp địa do đó nên chuôi cắm nguồn của các thiết bị luôn có 3 chân, là L-N-E, trong đó chân "E"-Earth là chân tiếp địa.
Cũng có thể thực hiện nối đất đơn giản bằng cách cắm sâu một thanh sắt xuống đất tối thiểu 10 cm (4 in), sau đó dùng dây điện nối vào vỏ các thiết bị điện, rồi nối vào thanh sắt này. Như vậy, người và động vật sẽ không bị giật khi chạm vào vỏ các thiết bị điện.